# Lijst van musea voor moderne kunst in Nederland
Dit is een lijst van musea voor moderne kunst in Nederland.

## Drenthe

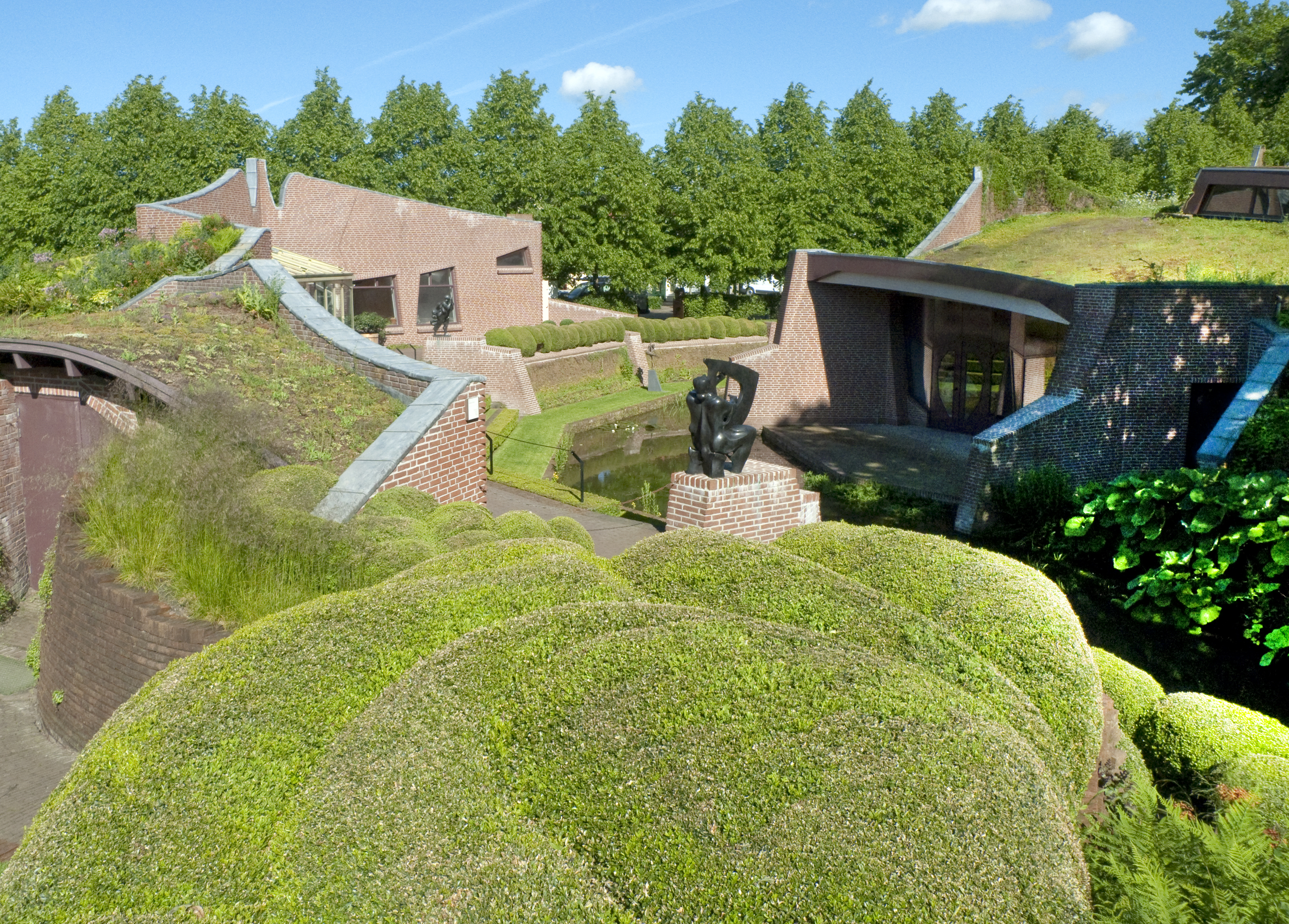
Museum De Buitenplaats

### Assen
- Drents Museum

### Eelde
- Museum De Buitenplaats

### Vledder
- Museums Vledder

## Friesland

### Drachten
- Museum Drachten

### Franeker
- Museum Martena

### Heerenveen
- Museum Belvédère

### Leeuwarden
- Fries Museum
- Princessehof

## Gelderland

### Apeldoorn

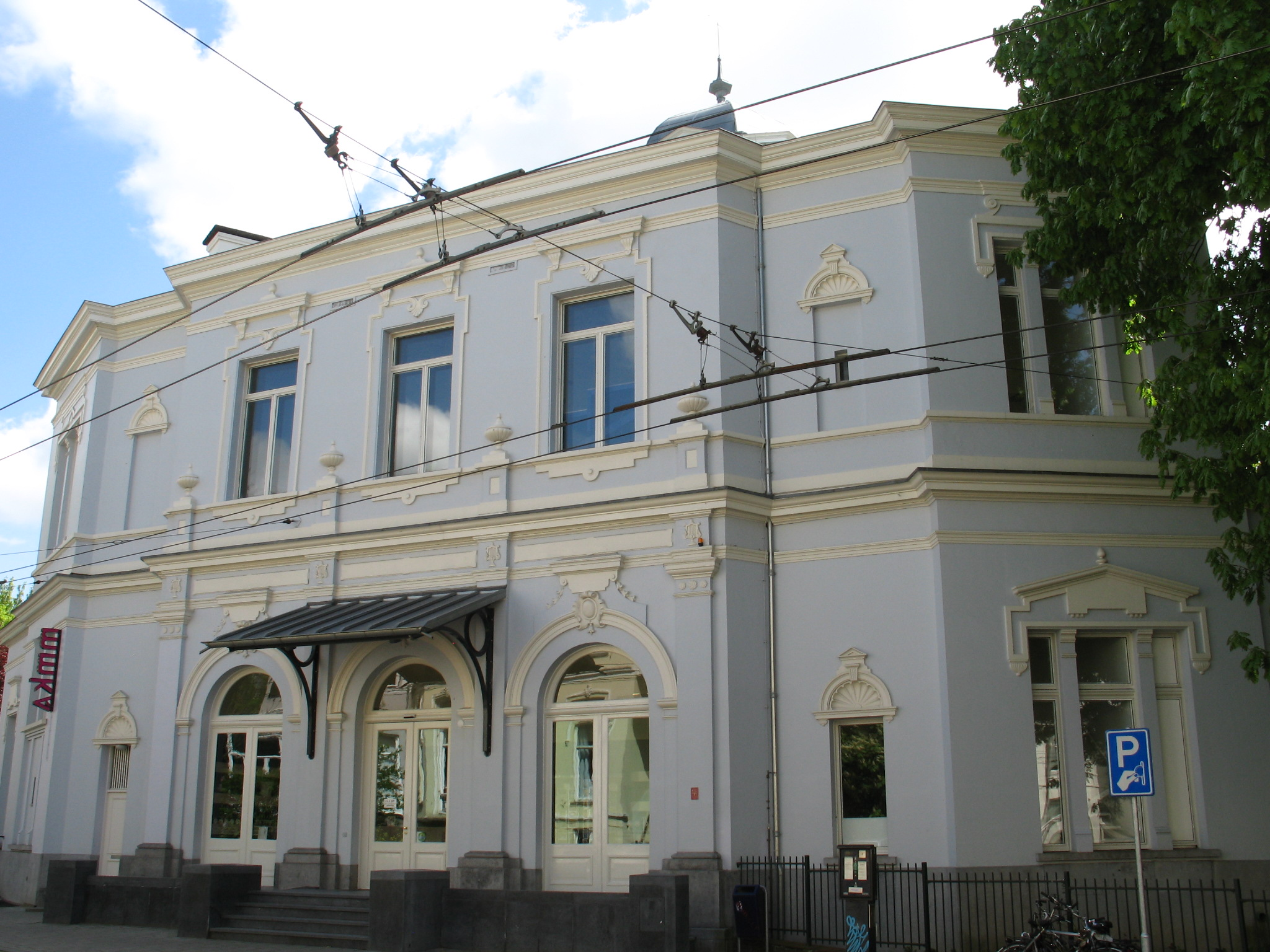
Museum Arnhem

- CODA

### Arnhem
- Museum Arnhem

### Gorssel
- Museum MORE en Kasteel Ruurlo

### Nijmegen
- Museum Het Valkhof

### Otterlo
- Kröller-Müller Museum

### Winterswijk
- Villa Mondriaan

### Zutphen
- Museum Henriette Polak en Stedelijk Museum Zutphen

## Groningen

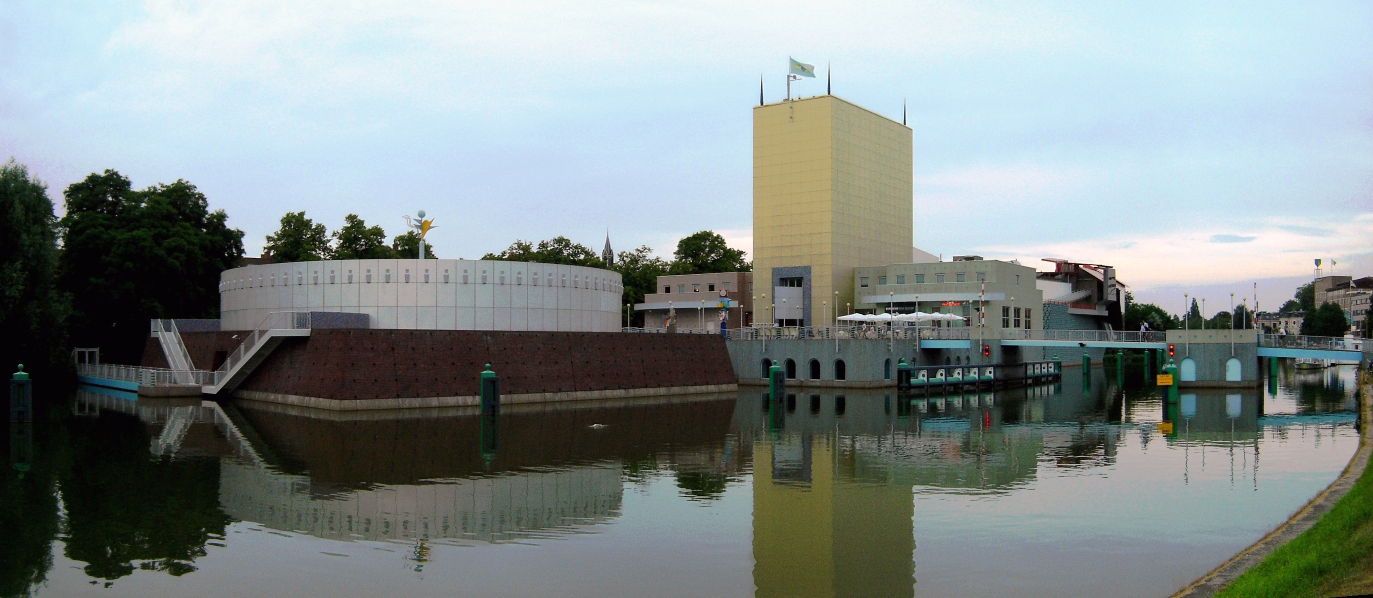
Groninger Museum

### Appingedam
- Museum Møhlmann

### Bellingwolde
- Het MOW

### Groningen
- Groninger Museum

## Limburg

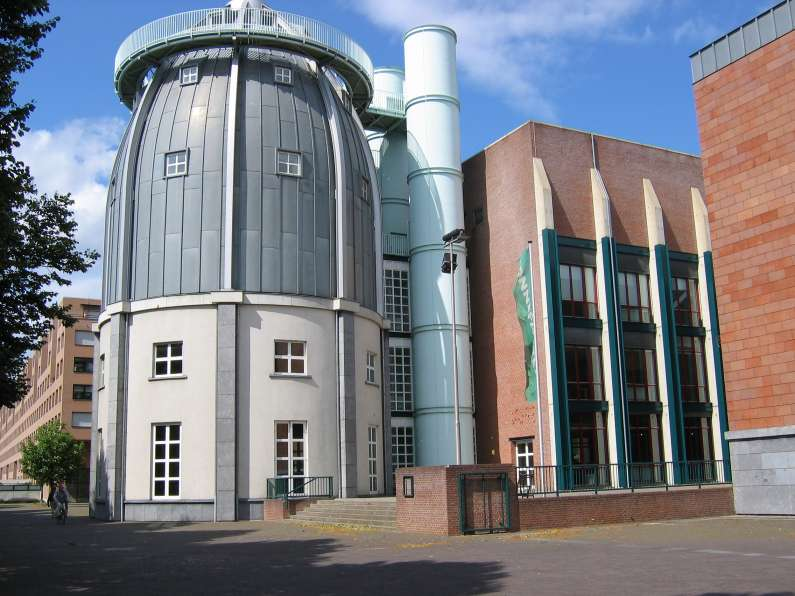
Bonnefantenmuseum

### Heerlen
- Schunck

### Maastricht
- Bonnefantenmuseum

- Marres, Huis voor Hedendaagse Cultuur

### Sittard-Geleen
- De Domijnen

### Venlo
- Museum van Bommel van Dam

## Noord-Brabant

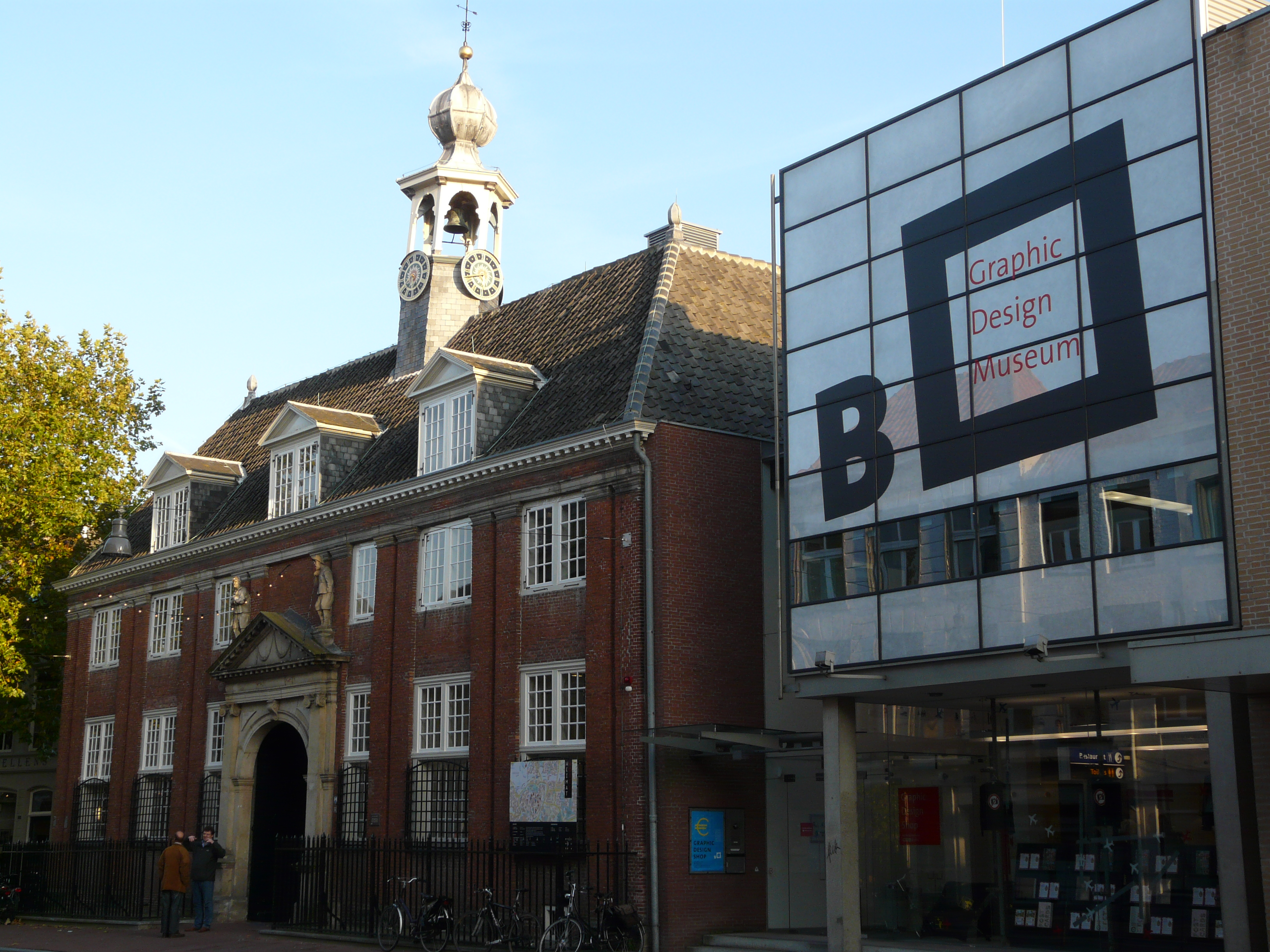
Stedelijk Museum Breda

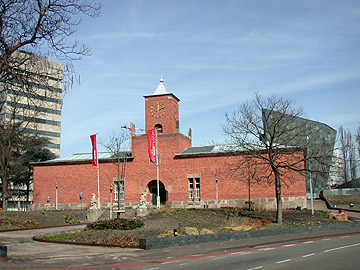
Van Abbemuseum Eindhoven

### Breda
- Stedelijk Museum Breda (voorheen De Beyerd, Museum of the Image en het Graphic Design Museum)

### Deurne
- De Wieger

### Eindhoven
- Van Abbemuseum

### Helmond
- Museum Helmond

### 's-Hertogenbosch
- Design Museum Den Bosch
- Het Noordbrabants Museum

### Oss
- Museum Jan Cunen

### Tilburg
- De Pont

## Noord-Holland

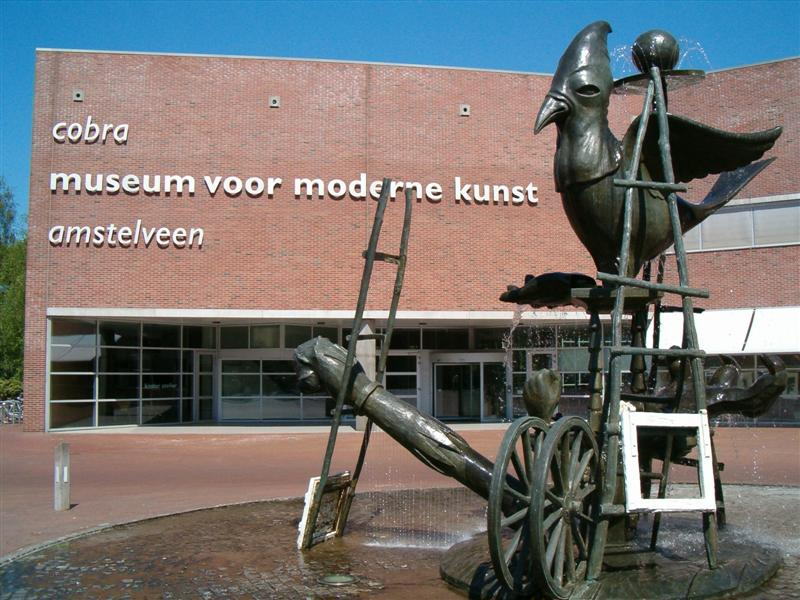
Cobra Museum, Amstelveen

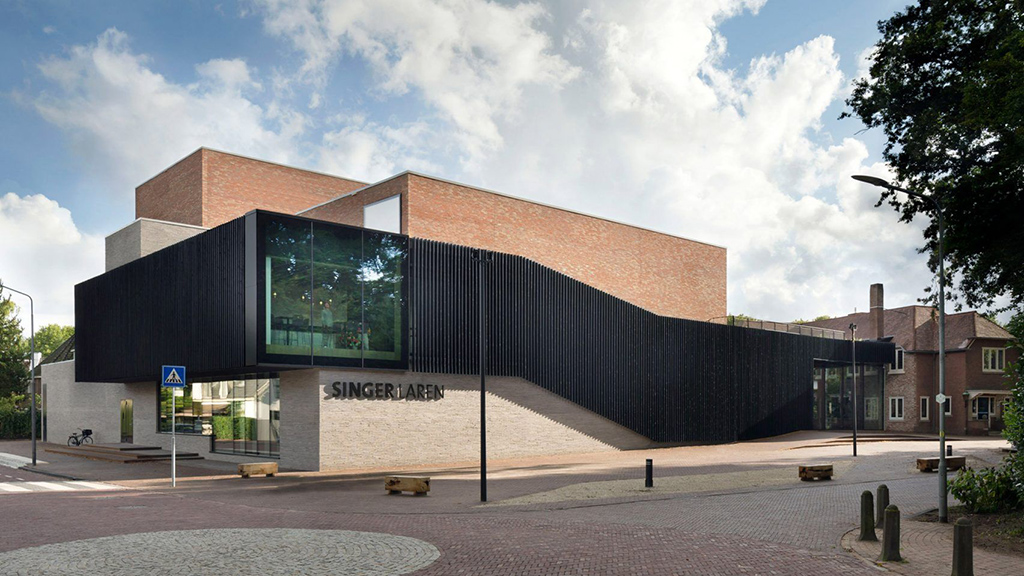
Singer Laren

### Alkmaar
- Stedelijk Museum Alkmaar

### Amstelveen
- Cobra Museum voor Moderne Kunst Amstelveen
- Museum Jan

### Amsterdam
- Stedelijk Museum Amsterdam
- Van Gogh Museum
- Eye Filmmuseum
- FOAM
- Huis Marseille
- Oude Kerk
- Moco Museum
- De Appel

### Bergen
- Museum Kranenburgh

### Haarlem
- Hal (Frans Hals Museum)

### Hilversum
- Beeld en Geluid
- Museum Hilversum

### Laren
- Singer Museum

## Overijssel

### Deventer
- Museum EICAS

### Enschede
- Rijksmuseum Twenthe

### Kampen
- Stedelijk Museum Kampen

### Zwolle
- Museum de Fundatie en Nijenhuis (Olst-Wijhe)
- Herman Brood Museum & Experience

## Utrecht

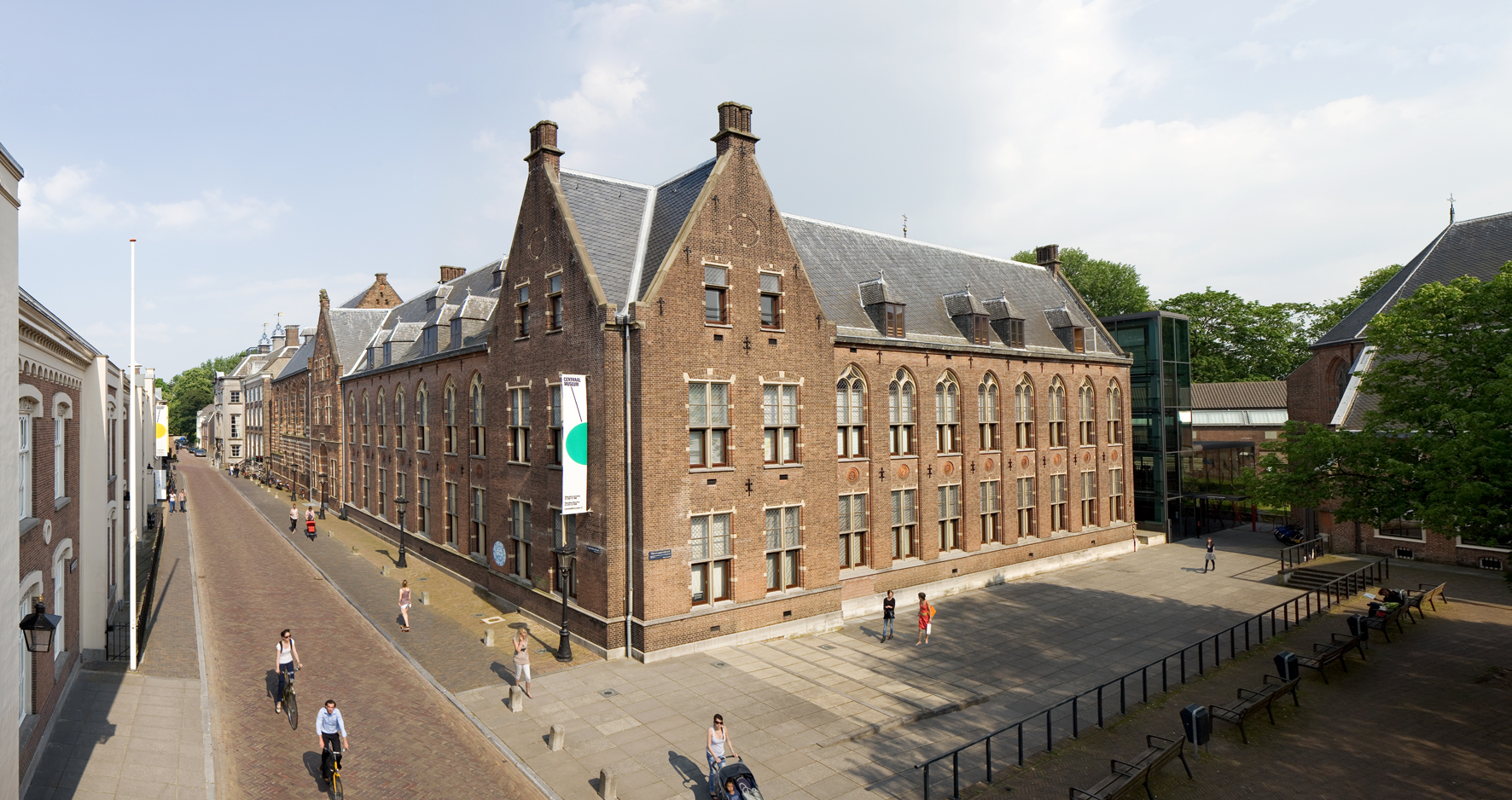
Centraal Museum, Utrecht

### Amersfoort
- Kunsthal KAdE
- Mondriaanhuis

### Leerdam
- Nationaal Glasmuseum

### Utrecht
- Centraal Museum
- BAK, basis voor actuele kunst

## Zeeland

### Middelburg
- Zeeuws Museum
- Vleeshal

## Zuid-Holland

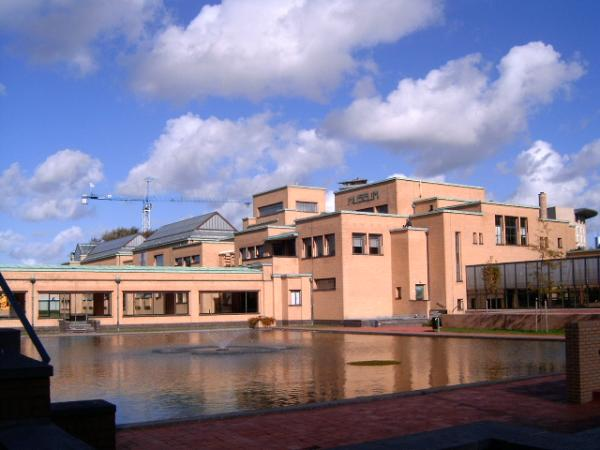
Kunstmuseum Den Haag

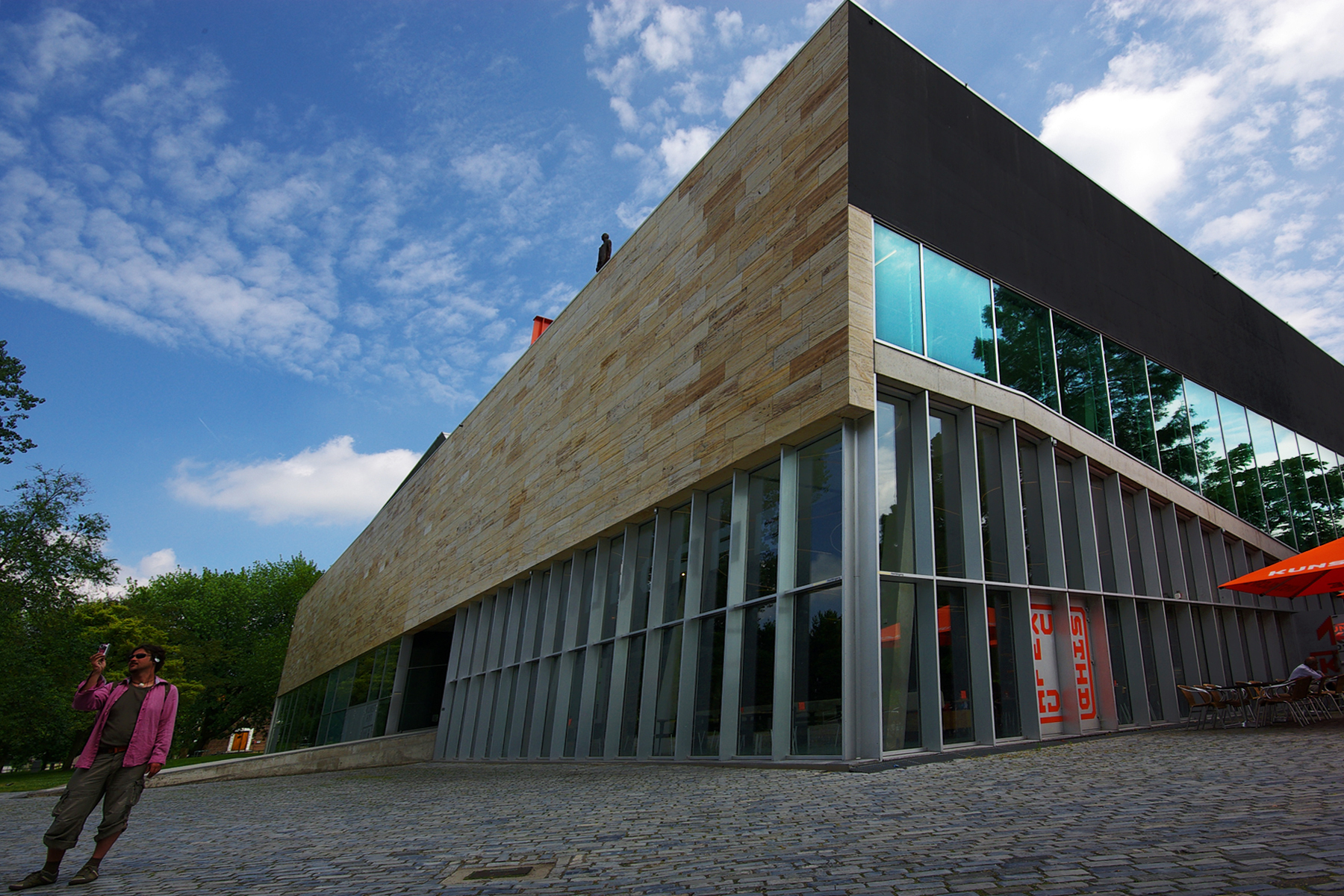
Kunsthal, Rotterdam

### Den Haag
- Kunstmuseum Den Haag
- Beelden aan Zee
- Fotomuseum Den Haag
- KM21
- Stroom
- Escher in Het Paleis

### Dordrecht
- Dordrechts Museum

### Gorinchem
- Gorcums Museum

### Gouda
- Museum Gouda

### Leiden
- Museum De Lakenhal

### Lisse
- LAM[1]

### Maassluis
- Museum Maassluis

### Rotterdam
- Museum Boijmans Van Beuningen
- Kunsthal
- TENT Rotterdam
- Fotomuseum
- Museum Rotterdam

### Rijswijk
- Museum Rijswijk (Het Tollenshuis)

### Schiedam
- Stedelijk Museum Schiedam

### Voorburg
- Museum Swaensteyn

### Wassenaar
- Museum Voorlinden